# Juan Manuel Menéndez
Juan Manuel Menéndez Gómez (* 27. Mai 1932 in Santander; † 27. September 1969 in Zarautz) war ein spanischer Radrennfahrer und nationaler Meister im Radsport.

## Sportliche Laufbahn
Menéndez war im Straßenradsport aktiv. 1956 wurde er Unabhängiger, 1958 Berufsfahrer. Er blieb bis 1964 als Radprofi aktiv. 
Die spanische Bergmeisterschaft gewann er 1961 vor José Bernárdez. 1959 wurde er Zweiter im Circuito de Getxo und Dritter im Gran Premio de Llodio. 1961 wurde Menéndez  Dritter in der Katalonien-Rundfahrt und im Gran Premio Pascuas. In der Vuelta a España 1960 und 1962 war er ausgeschieden. 1961 wurde er Vierter der Portugal-Rundfahrt.